# Јевреји у Словенији
Јевреји у Словенији, су организовани у Словеначку јеврејску заједницу са сједиштем у Љубљани, гдје је 2003. године отворена нова синагога. Тачан број припадника јеврејског народа у Словенији није познат, јер на задњем попису нису обухваћени као посебна пописна категорија. Између 1953. године и 2002. када је спроведен посљедњи попис становништва у Словенији, јеврејска заједница је бројала највише припадника 1972. године, када их је пописано 72, а најмање 1981. године, када је у Словенији пописано само 9 Јевреја. На попису из 1991. године 199 лица се изјаснило припадницима јудаизма, док је тај број 2002. године износио 99. Према подацима Словеначке јеврејске заједнице, данас у Словенији живи око 150 Јевреја.

## Историјат

### Стари вијек
Присуство Јевреја на словеначкој територији, из овог периода, показују пронађене Меноре из периода 4-6 вијек, пронађене у Шкоцјану близу Диваче као и већи број надгробних споменика из Корушке и Штајерске.

### Средњи вијек
Од 950. до 1050. године можемо говорити о појављивању тзв. Јеврејских села (Јудендорф), односно различитих мјеста која су задржала успомену на њихово присуство у крајевима данашње Словеније. Ово су можда била привремена или стална боравишта која су основали, у којима није било сталних трговачких центара и на тај начин им је и дато име, затим овим називом су означавана мјеста која означавају јеврејско гробље, јер су се Јевреји већ населили на постојећем мјесту (Јудендорф код Бељака, Јудендорф код Брежица), а временом су се ова јеврејска боравишта развила у прави град (Јуденбург у Штајерској, Великовец, прво помињан као Јеврејски трг). На подручју југоисточних Алпа постоји на десетине таквих имена. После 1100, они више нису стварани, јер се у то вријеме сви Јевреји настанили у већим градовима. Након периода затишја јеврејског присуства у овој области, Јевреји активно учествују у друштвеном животу поново у 9. и 10. вијеку, као посредници у трговини на источно-алпском и панонском подручју франачке државе, а тада се већ јављају јеврејске четврти у Корушкој и Штајерској, од којих се двије, Великовец и Јуденбургу, развијају у већа насеља, која постају бројчано јака заједница све до протјеривања из ових крајева. До 1300. године можемо говорити о присуству Јевреја у Трсту, Бељаку, Брежану, Светом Виду, Марибору, Птују и Љубљани.
Током 14. вијека, Јевреји већ дуги низ година настањују у Радгони, Словенској Бистрици, Цељу, затим у Пирану, Изоли и Копру. Крајем 14. вијека јеврејске заједнице постају мање, у највећој мјери због емиграције. Овај процес је закључен са коначним протјеривањем из Корушке и Штајерске у 1496. и Крањске у 1515. а од тада постају једини региони, где је дозвољено да бораве Јевреји сјеверна Истра, Трст и Нова Горица.
С обзиром на богату историју током периода од око пет стотина година, видимо да су Јевреји живјели у свим великим градским центрима, као и то да су значајно допринијели почетку развоју трговине и обртништва, а затим допринијели укупном економском напретку, и да су своје заједнице развијали испуњене организованим друштвеним животом са одређеним степеном правне и политичке аутономије, као и у другим дијеловима средњовијековне хришћанске Европе. Међу овим заједницама на простору данашње Словеније, једна је од изузетног значаја, а то је заједница у Марибору. У овим крајевима је примјетно веома значајно присуство јеврејског народа у 11. и 12. вијеку, а у извјесној мјери све до 15. вијека када су Јевреји протјерани из већине градова и покрајина.

### Новија времена
Током друге половине 19. вијека, пресотали Јевреји су почели да се у великој мјери мјешају са домаћим становништвом, и да прелазе у католицизам, приликом склапања бракова са домаћим Словенцима или Нијемцима, па су и њихова дјеца крштавана у католичкој вјери. Тако је учешће јеврејског народа у овим покрајинама сведено на минимум, а број Јевреја је у константвном паду и у 20. вијеку. Иако мали број, било је и оних који су рођени као припадници другог народа или религије, али су прешли у јудаизам и постали Јевреји. Најпознатији примјер је сликар Бард Иукундус рођен као Леобард Облак.

## Прекмурје
У области Прекмурје, најзначајни период у ком су спомињани Јевреји је 18. вијек. Прекмурски Јевреји су углавном поријеклом из Мађарске. Једна од највећих и најактивнијих заједница у Словенији јесте она у Лендави. Према попису из 1921. године, јеврејска заједница у Лендави је имала 259 чланова, управљали су цјелокупном економијом и трговином у граду, били власници продавница, хотела и других објеката комерцијалне употребе, били су наставници, правници, књиговође, обртници и занатлије. Усмени и писмени извори указују да су живјели у складу са остатком популације, чије активности су у великој мјери допринијели економском и културном развоју Лендава. Током 1873. су основали прва финансијску институцију Прекмурја, штедионицу. Културни живот је био богато организован; Јеврејска заједница је имала читалачка друштва, друштва која су окупљала жене, музичка друштва, хорове. Они редовно организују културне манифестације, приход од улазница иде у хуманитарне сврхе. Центри окупљања ових заједница су синагога, вјерске школе и гробља.
Два Јевреја, поријеклом из Лендаве су постигла међународно признање у пољима свога дјеловања. Вајар Ђерђ Жала, рођен 16. априла 1858. године је био најистакнути представник необарокног стила у 19. вијеку, а аутор је скулптура које красе тргове у Будимпешти. За свој рад, добио је мађарску државну награду. Други визуелни уметник је Мартон Фрејер, који је рођен 1880. Био је сликар, много више цијењен у Мађарској, него у Словенији. Јевреји прије холокауста у Прекмурју чине видљиви дио популације. Током 1889. било их је у покрајини 1107, од којих је 322 у Лендави, 311 у Мурској Соботи, у Белтинци 152 и 322 у руралним срединама. Током 1908. изграђена је у Мурској Соботи већа синагога, а посљедња синагога у Прекмурју је срушена 1937. године и налазила се у Белтинци.